# موقد فرانكلين

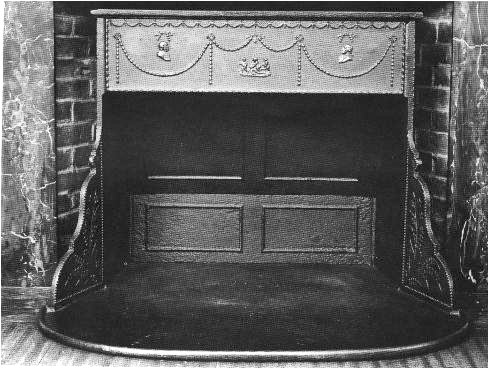
صورة مرسومة لموقد فرانكلين

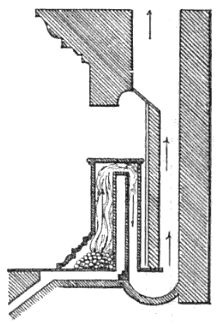
بعد اشتعاله للنار تتصاعد الأدخنة بجانب موقد فرانكلين

موقد فرانكلين (بالإنجليزية: Franklin stove)‏ ، هي موقد تحترق فيه الأخشاب والتي تصبح على الطريقة التدفئة الرئيسية من بين أنواع التدفئة المحلية في الولايات المتحدة، وأول من أخترعها هو السياسي الأمريكي بنجامين فرانكلين عام 1740م.

## تصاعد الأدخنة
حينما تشعل الأخشاب في الظاهرة الفيزيائية، لا بد حتماً أن تظهر الدخان بعد الاحتراق، قام فرانكلين بوضع خلف الموقد تبعث دخاناً من الخلف، حتى لا تنشر أثار الدخان للأمام.